# 大翔地健太
大翔地健太（1984年11月24日—2020年2月28日），蒙古名烏蘭巴雅爾·賓巴扎布（羅馬化：Ulambayaryn Byambajav），是出身蒙古國烏蘭巴托的業餘相撲力士。
他高6尺1寸，重350磅，曾在2006年和2007年贏得世界相撲冠軍賽冠軍。他還在日本、蒙古國、泰國、義大利、美國和德國的超過100場比賽贏得金牌，他還是速霸陸汽車公司的模特兒。
在2009年9月，他在加州舉行的美國相公開賽贏得了115公斤以上和各級別的冠軍。
他以前也是日本的專業大相撲力士，四股名大翔地，是芝田山部屋的成員，在2001年7月登場，2005年9月引退，95勝66敗，最高位置是西幕下。
1. ↑  Breaking News: 4-time World Sumo Champion BYAMBA . . RIP